# Бекгем (округ, Оклахома)
Шаблон:StateAbbr_ 35°16′ пн. ш. 99°41′ зх. д. / 35.26° пн. ш. 99.69° зх. д.
Округ  Бекгем (англ. Beckham County) — округ (графство) у штаті  Оклахома, США. Ідентифікатор округу 40009.

## Історія
Округ утворений 1907 року.

## Демографія
За даними перепису 
2000 року 
загальне населення округу становило 19799 осіб, зокрема міського населення було 13718, а сільського — 6081.
Серед мешканців округу чоловіків було 10354, а жінок — 9445. В окрузі було 7356 домогосподарств, 5002 родин, які мешкали в 8796 будинках.
Середній розмір родини становив 2,99.
Віковий розподіл населення поданий у таблиці:
| Стать    | До 15 років | 15-21 | 22-29 | 30-39 | 40-49 | 50-65 | 65-85 | Понад 85 |
| -------- | ----------- | ----- | ----- | ----- | ----- | ----- | ----- | -------- |
| Чоловіки | 1954        | 1057  | 1415  | 1704  | 1637  | 1352  | 1086  | 149      |
| Жінки    | 1905        | 935   | 842   | 1164  | 1373  | 1402  | 1501  | 323      |

## Суміжні округи
- Роджер-Міллс — північ
- Кастер — північний схід
- Вошіта — схід
- Кайова — південний схід
- Грір — південь
- Гармон — південний захід
- Коллінгсворт, Техас — захід
- Вілер, Техас — північний захід

## Виноски
1. ↑  U.S. Decennial Census. United States Census Bureau. Архів оригіналу за 26 квітня 2015. Процитовано 18 лютого 2015.
2. ↑  Historical Census Browser. University of Virginia Library. Архів оригіналу за 11 серпня 2012. Процитовано 18 лютого 2015.
3. ↑  Forstall, Richard L., ред. (27 березня 1995). Population of Counties by Decennial Census: 1900 to 1990. United States Census Bureau. Архів оригіналу за 19 лютого 2015. Процитовано 18 лютого 2015.
4. ↑  Census 2000 PHC-T-4. Ranking Tables for Counties: 1990 and 2000 (PDF). United States Census Bureau. 2 квітня 2001. Архів оригіналу (PDF) за 18 грудня 2014. Процитовано 18 лютого 2015.
5. ↑  State & County QuickFacts. United States Census Bureau. Архів оригіналу за 7 липня 2011. Процитовано 8 листопада 2013. [Архівовано 2011-06-06 у Wayback Machine.](англ.) Наведено за англійською вікіпедією.
6. ↑  American FactFinder. Бюро перепису населення США. Архів оригіналу за 26 лютого 2012. Процитовано 31 січня 2008. [Архівовано 2008-05-21 у Wayback Machine.]

| США | Це незавершена стаття з географії США. Ви можете допомогти проєкту, виправивши або дописавши її. |